# Guebeyehu Doubé
Guebeyehu Doubé (ur. 1919 w Addis Abebie) – międzynarodowy etiopski sędzia piłkarski, który sędziował półfinałowy mecz I Pucharu Narodów Afryki.